# Chloephila lineolata
Chloephila lineolata är en fjärilsart som beskrevs av Lansdowne Guilding 1830. Chloephila lineolata ingår i släktet Chloephila och familjen Crambidae. Inga underarter finns listade i Catalogue of Life.